# Pediobius acraconae
Pediobius acraconae  (лат.) — вид паразитических наездников рода Pediobius из семейства Eulophidae (Chalcidoidea) отряда перепончатокрылые насекомые. Африка, Нигерия. Самцы микроптерные. Переднеспинка с шейкой, отграниченной килем (поперечным гребнем). Щит среднеспинки с развитыми изогнутыми парапсидальными бороздками. Ассоциированы с бабочками-огневками Acracona remipedalis (Pyralidae, паразиты гусениц) и муравьями Crematogaster depressa (Formicidae), в муравейниках которых обнаружены.